# 玉蜀黍色
玉蜀黍色（とうもろこしいろ）は、色のひとつでトウモロコシの色である。

## 概要
トウモロコシはイギリス英語ではメイズ (maize) と呼ばれ、アメリカ英語ではコーン (corn) と呼ばれるが、日本でも色としての玉蜀黍色を指して「メイズ」や「コーン」と呼ぶこともある。
トウモロコシの種子（果実）は品種により黄色からオレンジ色までの色相を持つため。玉蜀黍色も黄系の色として扱われる一方、浅いオレンジ色として定義されていたりしている。

## 近似色
- 黄色
- 淡黄色
- 浅黄色
- 鬱金色
- 黄土色
- 橙色
- オレンジ色